# Jörg Thadeusz

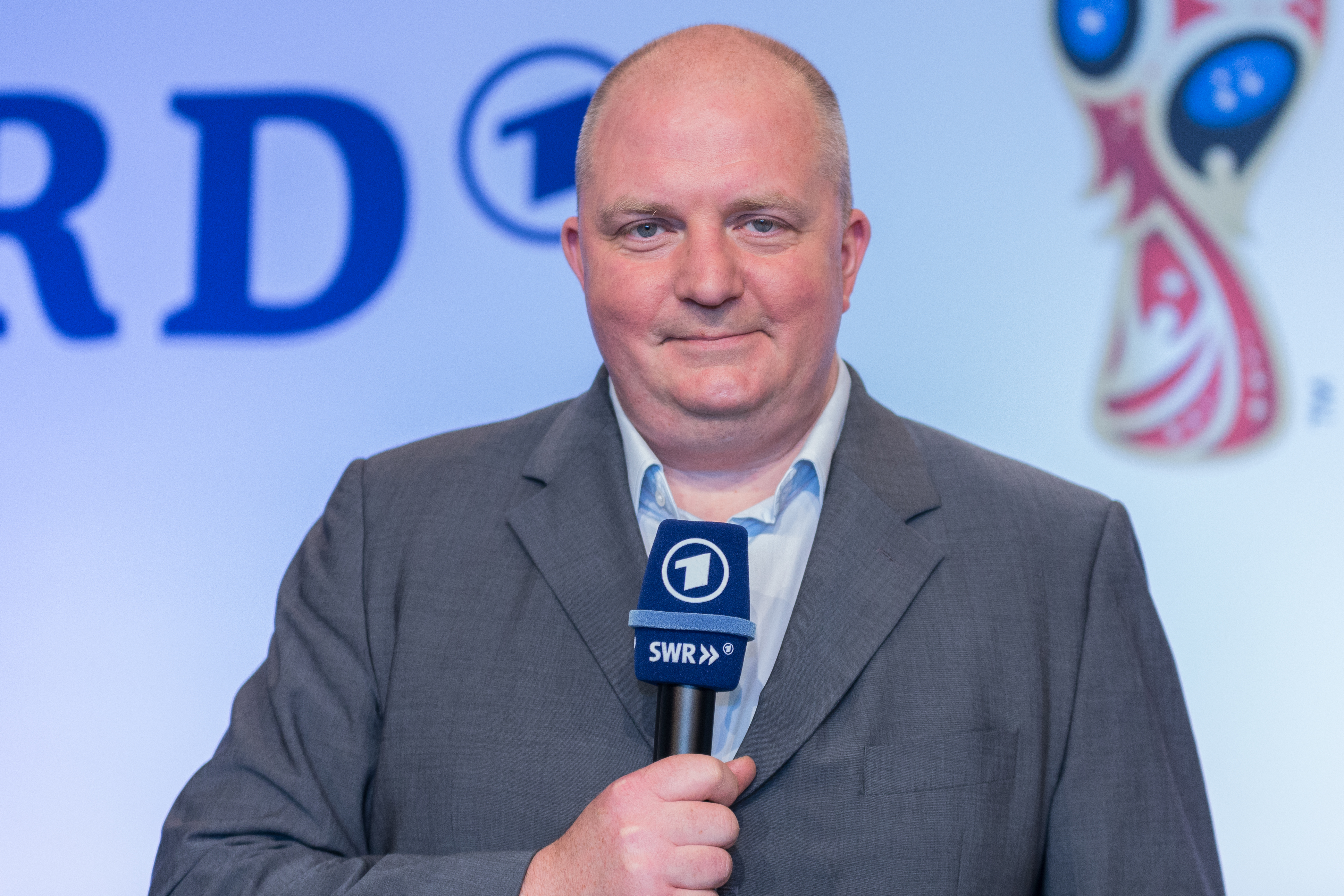
Jörg Thadeusz (2018)

Jörg Thadeusz ([taˈdeʊʃ], * 10. August 1968 in Dortmund) ist ein deutscher Journalist, Hörfunk- und Fernsehmoderator und Schriftsteller.

## Leben
Thadeusz wuchs als Sohn des Elektrikers Heinrich-Georg Thadeusz (1944–2016) und dessen erster Frau, einer Friseurin, im Dortmunder Stadtteil Lütgendortmund auf. Sein Vater war ein Cousin des Malers Norbert Tadeusz, über den Thadeusz 2023 den Roman Steinhammer schrieb. Nach der Scheidung seiner Eltern lebte er bei seiner Mutter, die zeitweilig Sozialhilfe bezog. Er machte sein Abitur in Dortmund und leistete dort seinen Zivildienst bei der Johanniter-Unfallhilfe ab. Danach studierte er an der Ruhr-Universität Bochum Geschichte, Neuere Geschichte und Politikwissenschaften, was er aber wieder aufgab.
1991 ging er als Reporter und Moderator zum Hörfunk (1Live, N-Joy und NDR 2); moderierte Die Profis auf Radio Eins. Seit 1999 ist er auch im Fernsehen als Reporter und Moderator zu sehen. Im rbb Fernsehen moderierte er von Dezember 2005 bis Dezember 2017 die Sendung Thadeusz. Seit April 2013 führt er außerdem durch die Sendung Thadeusz und die Beobachter, in der er zusammen mit vier Journalisten über politische Ereignisse diskutiert. Von 2007 bis 2013 moderierte er im rbb Fernsehen die Sendung Dickes B. und von 2007 bis 2009 Poetry Slam im WDR Fernsehen. Im Jahr 2013 moderierte Thadeusz die Improvisationsshow Durchgedreht! im ZDF, die in der Sommerpause der heute-show gesendet wurde. Von 2013 bis zur Ausgabe vom 12./13. November 2016 schrieb Thadeusz wöchentlich eine Kolumne für die Frankfurter Rundschau. Seit September 2016 moderiert er bei WDR 2, seit 2017 dort eine tägliche Hörfunktalkshow zwischen 19 und 20 Uhr, die aus Berlin live ausgestrahlt wird. Thadeusz hat so unterschiedliche Gäste wie Marianne Koch, Mary Roos, Rolf Seelmann-Eggebert, Erika Pluhar und Iris Berben interviewt. Seit 2025 läuft die Sendung nicht mehr werktags, sondern sonntags mittags von 12 bis 14 Uhr.
Bereits als Schüler war Thadeusz als Mitglied der Grünen aktiv, 1990 verließ er die Partei. Heute hingegen nennt sich Jörg Thadeusz selbst einen „echten Liberalen“ und gilt als „beobachtend“ statt als aktives Mitglied. 2021 verfasste er eine Kolumne im Wahlkampf-Magazin des Berliner FDP-Landesverbands. Nach Kritik ließ er seine Moderationstätigkeit beim rbb bis zur Berliner Abgeordnetenhauswahl ruhen.
Ab April 2024 moderierte er für einige Monate im Wechsel die aktuelle Frühsendung Radio 3 am Morgen zum Relaunch des RBB-Kulturprogramms Radio 3.
Im März 2025 veröffentlichte er, dass er seinen Antrag auf Kriegsdienstverweigerung zurückgezogen hat.
Er litt lange Zeit unter Flugangst, die er zum Thema seines zweiten Romans Alles schön (2004) machte und mit Hilfe eines Flugangstseminars überwinden konnte.
Thadeusz ist mit der Journalistin Anna Engelke verheiratet.

## Kontroversen und Rezeption
2017 moderierte Thadeusz eine Veranstaltung der CDU zum Bundestagswahlkampf mit Angela Merkel. Der RBB missbilligte den Auftritt, nachdem ihn der Journalist Tilo Jung auf Twitter (heute: „X“) kritisiert hatte.
2020 führte Thadeusz ein kontroverses Gespräch mit der Ökonomin Maja Göpel über den Klimawandel, das mehrfach medial aufgegriffen wurde. 2021 gab er bei einer Podiumsdiskussion an, gegen ihn sei daraufhin in seinem eigenen Sender ein Shitstorm inszeniert worden.
Den öffentlich-rechtlichen Medien warf er politische Tendenz vor; um konservative Positionen für seine Sendung Thadeusz und die Beobachter zu finden, müsse er Gäste von außerhalb einladen.

## Fernsehen
- 1999 bis 2016: Außenreporter bei Zimmer frei!
- 2000 bis Februar 2004: Moderator von extra 3
- Moderator von Quadriga, außenpolitische Gesprächssendung bei DW-TV
- dreimalige Vertretung von Jörg Pilawa in der NDR Talk Show
- „rasender Reporter“ im Magazin Polylux sowie Schwangerschaftsvertretung der Moderatorin Tita von Hardenberg
- 2004 bis 2005: Talkshowgastgeber der rbb-Sendung Leute am Donnerstag an der Seite von Ulla Kock am Brink
- seit 2004: regelmäßiger Gast bei strassenstars im HR
- 2005: Der Norden umsonst – Von der Hallig in den Harz im NDR
- 2005 bis 2017: Thadeusz, Talkshow im rbb Fernsehen
- 2006: Gastauftritt im Tatort: Liebe macht blind.
- 2007 bis 2009: Poetry Slam im WDR Fernsehen
- 2007: Die Küste umsonst im NDR
- 2007 bis 2013: Dickes B. im rbb Fernsehen; anfangs gemeinsam mit Ildikó von Kürthy, 2008 mit Andreja Schneider, ab März 2009 gemeinsam mit wechselnden Gastmoderatoren wie Melinda Crane, Roger Willemsen und Sarah Kuttner; außerdem mit Mark Scheibe als musikalischem Leiter der „Hausband Dickes B.“, die aus Musikern des Babelsberger Filmorchesters besteht.
- 2013: 6 Folgen von Durchgedreht! Die Show zur Woche im ZDF (Improvisationscomedy-Wochenrückblick mit Max Giermann und Bernhard Hoëcker)[23]
- 2013 bis 2025: Thadeusz und die Beobachter. Moderator und Mitdiskutant einer politischen Diskussionsrunde mit Journalisten im rbb Fernsehen, danach auch als Radiosendung auf Radio 3
- 2017: Fahrbereitschaft, Interviewreihe zur Bundestagswahl im rbb Fernsehen
- 2018: WM Kwartira (Late Night zur Fußball-Weltmeisterschaft 2018 zusammen mit Micky Beisenherz)

## Fernsehrollen
- 2021: Rechtsanwalt Vernau – Requiem für einen Freund
- 2023: Rechtsanwalt Vernau – Versunkene Gräber

## Bücher
- Rette mich ein bisschen. Ein Sanitäter-Roman. Kiepenheuer & Witsch, Köln 2003, ISBN 3-462-03249-6
- Alles schön. Kiepenheuer & Witsch, Köln 2004, ISBN 3-462-03424-3
- Auf Land gelaufen. Gastfreunde fernab der Stadt. Kiepenheuer & Witsch, Köln 2007, ISBN 978-3-462-03794-4
- (mit Christine Westermann): Aufforderung zum Tanz. Eine Zweiergeschichte. Kiepenheuer & Witsch, Köln 2008, ISBN 978-3-462-03677-0
- Die Sopranistin. Kiepenheuer & Witsch, Köln 2011, ISBN 978-3-462-04262-7
- (mit Anna Engelke): Die Vereinigten Zutaten von Amerika. Lebensgeschichten aus einem großartigen Land. Kiepenheuer & Witsch, Köln 2012, ISBN 978-3-462-04451-5
- (mit Stefan Frohloff): Wie riecht die Queen? Die fiesen Sieben und andere kühne Fragen an… Kiepenheuer & Witsch, Köln 2015, ISBN 978-3-462-04850-6
- Steinhammer. Roman. Kiepenheuer & Witsch, Köln 2023, ISBN 978-3-462-00422-9

## Auszeichnungen
- 2000 Adolf-Grimme-Preis für Außenreporter-Filmeinspielungen bei Zimmer frei!
- 2005 Goldener Prometheus als „Radiojournalist des Jahres“ für seine Sendung Die Profis bei Radio Eins

## Zitate
„Außerdem kann man nur an der Universität, also nur am Beispiel der Professoren, noch persönliche Erfahrungen mit dem absolutistischen Gottesgnadentum machen“

„Die Reisenden reisen nicht, sie werden transportiert“